# Dusona rufiventrator
Dusona rufiventrator är en stekelart som beskrevs av Horstmann 2004. Dusona rufiventrator ingår i släktet Dusona och familjen brokparasitsteklar. Inga underarter finns listade i Catalogue of Life.